# Daria Zjoekova
Daria Zjoekova (8 juni 1981) (ook bekend als 'Dasha’ Zjoekova) is een voormalig Russisch model, werkzaam als galeriehouder, modeontwerper en kunstverzamelaar. In 1987 studeerde zij af in Slavische Studies aan de universiteit van Santa Barbara. Daria Zjoekova opende in september 2008 haar galerie Garage Centre for Contemporary Culture in Moskou.
Ze was de derde vrouw van multimiljardair Roman Abramovitsj, van wie zij in 2017 na een huwelijk van 10 jaar scheidde.
De kunstverzameling, die zij tezamen met Roman Abramovitsj opbouwde, wordt beheerd door een trust, gevestigd op Cyprus. De waarde van deze kunstverzameling wordt geschat op $ 1 miljard (2023). De eigendomsrechten in deze trust waren gelijkelijk verdeeld tussen haar en Abramovitsj. Teneinde sanctiemaatregelen op deze kunstverzameling te ontlopen hevelde Abramovitsj op 2 februari 2022 één procent van de eigendomsrechten over naar Daria. 